# Château de Robien
Le château de Robien est un château situé au Fœil (Côtes-d'Armor).

## Localisation
Le château est situé sur la commune du Fœil, dans le département des Côtes-d'Armor.

## Historique
Le château, les bâtiments des écuries, l'ancienne chapelle et le parc ainsi que les bois de Robien et de Sainte-Anne, la grande allée et la grande avenue et diverses parcelles de terrain sont inscrits au titre des monuments historiques par arrêté du 5 septembre 1946.
Le peintre Joseph Gouézou (1821-1880) a réalisé la décoration des peintures murales à l'intérieur du château.

## Personnalités liées au château
- Christophe-Paul de Robien, dit le président de Robien, né le 4 novembre 1698 au château de Robien et mort le 5 juin 1756 à Rennes, historien, naturaliste, collectionneur d'art et homme politique breton. La famille de Robien est attestée sur la commune du Foeil depuis 1212.
- Guy de Robien, militaire, né le 30 novembre 1857 au château de Robien.